# Julius Carl Lehmann
Julius Carl Lehmann, ab 1864 geadelt zu von Mannlich-Lehmann, (* 11. Mai 1807 in Berlin; † 22. Mai 1889 ebenda) war Stadtgerichtsrat am Kammergericht in Berlin. Als Bauinvestor ließ er 1859 sein Grundstück an der Tiergartenstraße 9 parzellieren und darauf die Regentenstraße, die heutige Hitzigallee, anlegen.

## Leben
Julius Carl Lehmann war der Sohn des Bankiers Carl Anton Lehmann († 1860) und seiner Frau Marie Sofie, geborene Archard († 1872). Vom Winterhalbjahr 1824/1825 bis zum Sommerhalbjahr 1826 studierte er Rechtswissenschaften an der Friedrich-Wilhelms-Universität in Berlin. Nach Abschluss des Studiums schlug er zunächst eine Laufbahn als Justizbeamter ein. Zunächst war er seit Ende der 1820er-Jahre Auskultator am Stadtgericht, ab 1831 Referendar am Kammergericht. Dort wurde er am 23. Februar 1835 zum Assessor ernannt und am 18. September 1843 schließlich zum Stadtgerichtsrat. 1860 reichte er seinen Rücktritt als Stadtgerichtsrat ein.
Gegen Ende der 1850er-Jahre startete er seine vielfältige unternehmerische Karriere. So besaß er mehrere Bergbauberechtigungen für Braunkohle und Alaun in der Gegend von Gleißen und von Lagow. Auch als Bauinvestor war er tätig. Anfang 1859 erwarb Lehmann vom Hoflieferanten C.W. Trunck, Inhaber eines Möbelgeschäfts mit Spiegel- und Polsterwarenfabrik, das Grundstück Tiergartenstraße Nr. 9. Das Grundstück reichte seinerzeit von der Tiergartenstraße bis zur Grabenstraße, dem heutigen Reichpietschufer. Bereits Trunck hatte beabsichtigt, das große Grundstück mit einer Straße zu erschließen und in kleinere Parzellen zum Bau von Wohnhäusern zu unterteilen. Lehmann realisierte dieses Projekt und schloss mit dem Königlichen Polizeipräsidium am 23. April 1859 einen entsprechenden Vertrag. Auf Antrag Lehmanns erhielt die neue Straße, die heutige Hitzigallee, durch königliche Kabinettsorder vom 23. September 1860 den Namen Regentenstraße zu Ehren von Wilhelm I., der seit Oktober 1857 als Prinzregent für seinen erkrankten Bruder Friedrich Wilhelm IV. die Regierungsgeschäfte führte. Ein Teil der 21 Parzellen verkaufte Lehmann direkt, einige bebaute er selber auf eigenes Risiko und verkaufte sie später weiter. Für sich selbst erwarb er in der einmündenden Sigismundstraße die Villa Lehmann, die er bis zu seinem Tod bewohnte.
Im Weiteren saß er im Vorstand der Berlin-Potsdam-Magdeburger Eisenbahngesellschaft, im Vorstand der Friedrich Wilhelm, Preussische Lebens- und Garantie-Versicherungs-Actien-Gesellschaft und als Vorsitzender im Vorstand der Deutschen Feuerversicherungs-Actien-Gesellschaft.

## Familie

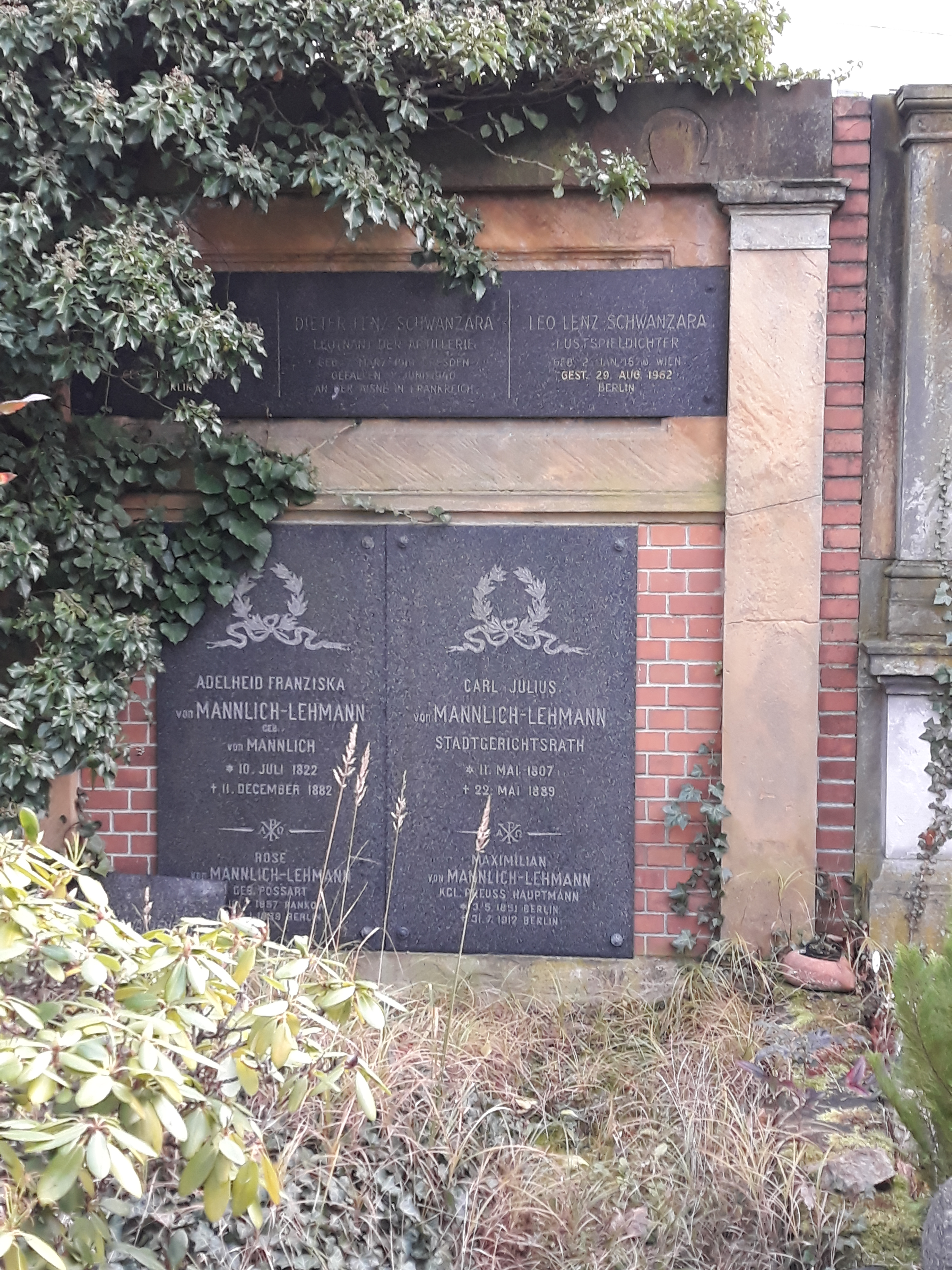
Familiengrab von Mannlich-Lehmann auf dem Luisenfriedhof II in Charlottenburg

Am 12. November 1844 heiratete der katholische Lehmann in Zweibrücken die evangelische Adelheid Franziska von Mannlich (* 10. Juli 1822; † 11. Dezember 1882). Seine Frau war eine Enkelin des Malers Johann Christian von Mannlich und Tochter des königlich-bayerischen Offiziers und Forstmeisters Carl von Mannlich und seiner Frau Charlotte, geborene Hannitz. Am 30. Oktober 1860 erlosch das Adelsgeschlecht seiner Frau mit dem Tod ihres Bruders Maximilian Carl von Mannlich. In der Folge bemühte sich Lehmann um die Übernahme des Adelstitels. Wilhelm I. erhob ihn schließlich am 22. September 1864 unter dem Namen von Mannlich-Lehmann in den Adelsstand.
Gemeinsam hatten das Paar zwei Kinder. Die Tochter Clara (* 11. März 1847; † 27. Mai 1877) vermählte sich am 20. September 1865 mit Graf Gustav von Wartensleben. Ihr Sohn war der Sportfunktionär Julius Caesar Karl Oskar Erdmann von Wartensleben-Carow. Der Sohn Maximilian (* 3. Mai 1851; † 31. Juli 1912) heiratete am 3. Januar 1888 Rose Possart (* 10. Juli 1857; † 22. Dezember 1899). Ihre Tochter Lili heiratete 1917 den Schriftsteller Leo Lenz.
Julius Carl Lehmann liegt begraben mit seiner Frau im Familiengrab auf dem evangelischen Luisenfriedhof II in Berlin-Charlottenburg.